# Суварнарекха
«Суварнарекха» (Subarnarekha) — индийский чёрно-белый фильм-драма режиссёра Ритвика Гхатака. Фильм является последней частью трилогии, в которую также входят фильмы «Звезда за тёмной тучей» (1960) и Komal Gandhar (1961), повествующей о судьбе беженцев после раздела Британской Индии в 1947 году.
В 1998 году журнал Cinemaya, специализирующийся на азиатском кинематографе, провёл опрос критиков, по которому составил «Список лучших фильмов всех времён», в котором поставил фильм «Суварнарекха» на 11-е место.

## Сюжет
После раздела Британской Индии Ишвар Чакраборти вместе со своей младшей сестрой Ситой переезжает из Восточного Пакистана в Западную Бенгалию, чтобы пытаться начать новую жизнь. В лагере беженцев Ишвар и его друг Харапрасад собираются преподавать в школе. Ишвар берёт к себе мальчика Абхирама, чью мать из низшей касты похитили бандиты. На следующий день, в страхе перед бедностью, по предложению однокурсника Рамбиласа Ишвар бросает школу для детей-беженцев, уезжает из лагеря и устраивается бухгалтером на завод. Харапрасад разрывает отношения с ним, называя его дезертиром.
Жизнь Ишвара, Ситы и Абхирама налаживается. Тем временем жизнь активиста Харапрасада катится под откос — он не может надолго удержаться ни на одной работе, нищенствует, его жена кончает жизнь самоубийством, дети остаются одни. Жена перед смертью просит Ишвара, чтобы он позаботился о детях, но Харапрасад отказывается отдавать детей на воспитание дезертиру.
После окончания школы Абхирам хочет стать писателем и публицистом, но Ишвар отправляет его в Германию учиться на инженера, ведь получив эту профессию, можно будет заработать больше денег. Абхирам и Сита любят друг друга. Ишвар не разделяет древних предрассудков, но его начальник Рамбилас очень суеверен. Поэтому Ишвар не хочет, чтобы его сестра из касты брахманов выходила замуж за юношу из низшей касты — этот брак может лишить его работы и дома. Во время свадьбы Ситы с другим мужчиной она сбегает в Калькутту с Абхирамом, инсценируя самоубийство.
В Калькутте они живут в трущобах и еле сводят концы с концами — пессимистические, полные критического отношения к действительности сочинения Абхирама не пользуются популярностью. Через некоторое время у них рождается сын. Абхирам устраивается работать водителем автобуса, но однажды он случайно сбивает девочку, и его линчует толпа. Из-за безысходности Сита решает заняться проституцией.
В это время Ишвар одиноко живёт в провинции, думая о самоубийстве. Однажды его навещает разочарованный в жизни Харапрасад. Поняв, что их, избравших разные жизненные принципы, постигла одна и та же печальная судьба, они  решают поехать развлечься в Калькутту. В конце концов, они попадают в бордель, где очень пьяный Ишвар сталкивается с собственной сестрой, чьим первым «клиентом» он должен стать. Узнав его, Сита кончает с собой. Ишвар обвиняется в убийстве и признаёт себя виновным. Однако после долгого разбирательства подтверждается версия о самоубийстве Ситы, и его отпускают. 
Харапрасад приводит к Ишвару Бину, сына Ситы, который теперь его самый близкий родственник. Ишвар едет с ним домой, но на полпути получает письмо о том, что из-за скандального разбирательства он уволен с работы и потерял дом, которым так дорожил.

## В ролях
| Актёр                   | Роль                |
| ----------------------- | ------------------- |
| Абхи Бхаттачарья        | Ишвар Чакраборти    |
| Мадхаби Мухерджи        | Сита                |
| Сатиндра Бхаттачарья    | Абхирам             |
| Биджон Бхаттачарья      | Харапрасад          |
| Индрани Чакраборти      | Сита (в детстве)    |
| Шриман Тарун            | Абхирам (в детстве) |
| Джахар Рой              | Мукхерджи           |
| Питамбар                | Рамбилас            |
| Шриман Ашок Бхаттачарья | Бину                |
| Сита Мукхерджи          | Каджал Диди         |